# Aliovalent
 (décembre 2020).
Deux atomes aliovalents (de alio pour différent et valent pour charge) sont deux atomes ayant des charges / valences différentes. Dans le cas contraire (atomes ayant une charge / valence identique), on parle d'atomes isovalents.
Lors d'un dopage aliovalent, une petite proportion des atomes d'un matériau est remplacée par d'autres atomes: Ces "autres" atomes, dits aliovalents, sont en quantité suffisamment limitée et sont suffisamment proches des atomes qu'ils substituent pour que le matériau conserve son intégrité physique et sa forme générale, mais comme ils ont une charge ou une valence différente, le matériau possède des propriétés désirables particulières.
Industriellement, la production d'oxydes métalliques avec dopage d'impuretés aliovalentes donne des matériaux utilisés dans les piles à combustible à oxydes solides, ou d'autres produits utilisés pour conserver l'énergie électrique (exemple, des condensateurs). Le dopage aliovalent est aussi utilisé dans les semi-conducteurs colloïdaux car il change les propriétés optoélectroniques du matériau : les cellules photovoltaïques et des diodes électroluminescentes peuvent émettre ou absorber à des longueurs d'onde différentes, ou être fabriquées de façon moins polluante : par exemple, un dopage aliovalent au Bi³⁺ permet d'obtenir une diode électroluminescente émettant dans l'ultraviolet proche qui pourrait remplacer des pérovskites aux halogénures de plomb.
L'incorporation de métaux de terres rares aliovalents (c'est-à-dire de Ce3+, Sm3+, Eu3+, Tb3+, Dy3+, Er3+ et Yb3+) permet de moduler les propriétés d'émission du matériau CsPbBr3-xClx.

## Exemples
- Dans un cristal, le bore et le silicium sont aliovalents, étant dans des colonnes / groupes différents du tableau périodique des éléments. Il en est de même du phosphore et du silicium. Ces deux éléments (B et P) constituent les dopants les plus courants des semi-conducteurs en silicium.
- La substitution aliovalente du lanthane (cation trivalent La3+) par du baryum (cation divalent Ba2+) dans La2CuO4 donne la formule La2-xBaxCuO4-y, le matériau supraconducteur à l'origine de la famille des cuprates.